# In sắp chữ

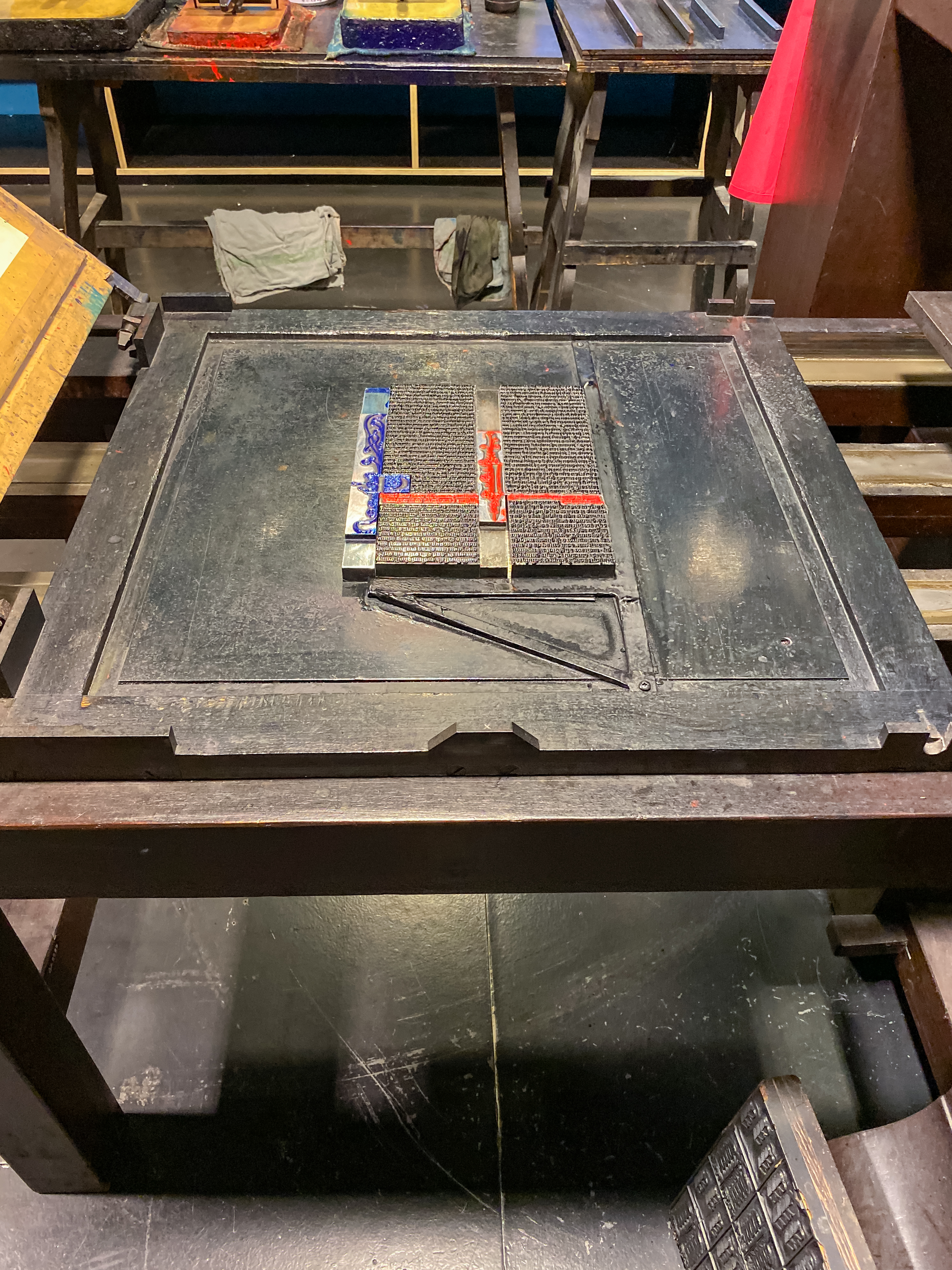
Dụng cụ in sắp chữ

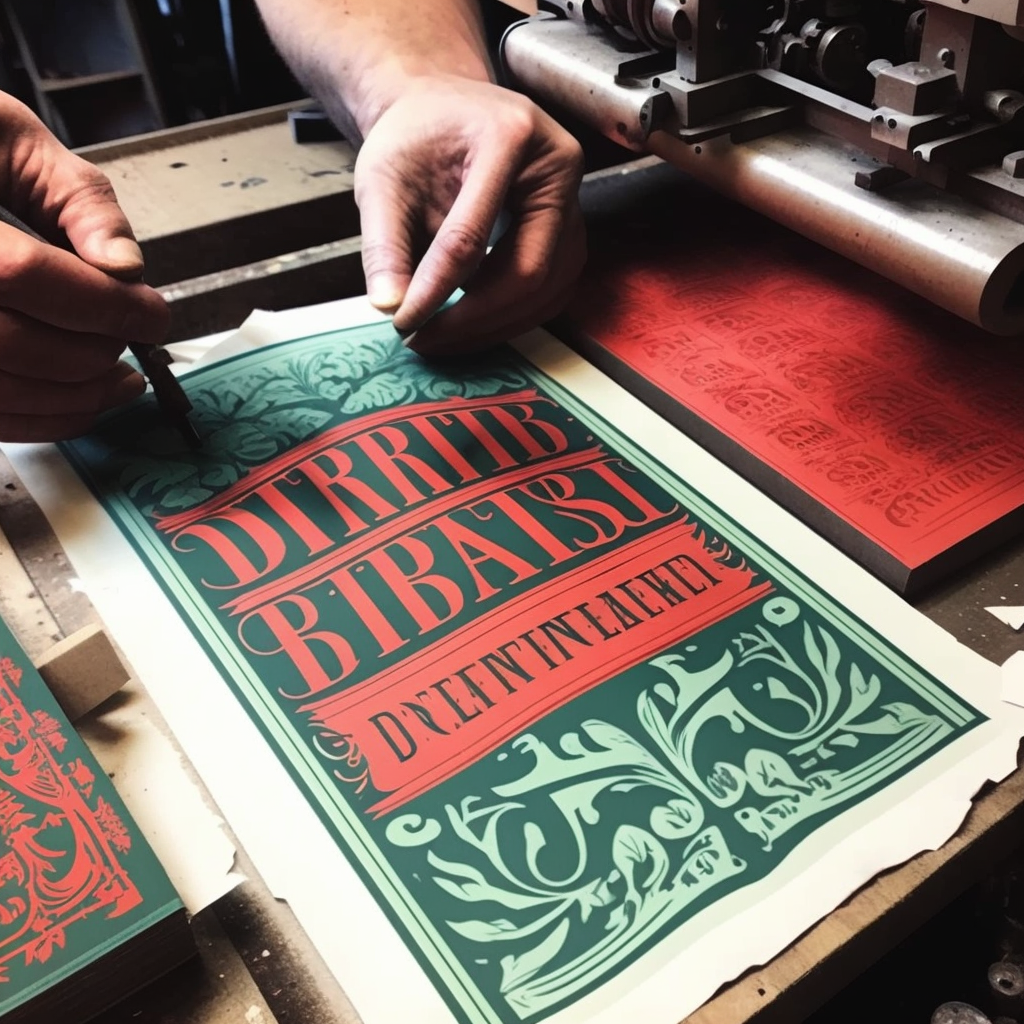
Nghệ nhân in sắp chữ đang thao tác

In sắp chữ (Letterpress printing) là một kỹ thuật in nổi để tạo ra nhiều bản sao bằng cách in dập trực tiếp nhiều lần một bề mặt nổi có thoa mực lên các tờ giấy riêng lẻ hoặc một cuộn giấy liên tục. Người thợ in sẽ soạn thảo và xếp đặt các loại chữ di động ngay ngắn vào khuôn của máy in, bôi mực thoa đều vào đó và ép giấy vào để chuyển mực từ loại chữ, tạo ra ấn tượng trên giấy, cách in hàng loạt này gọi là rập khuôn. Trong thực tế, in sắp chữ cũng bao gồm kỹ thuật khắc gỗ có thể được sử dụng cùng với loại chữ kim loại, loại chữ gỗ trong một thao tác duy nhất; kiểu chữ in khuôn mẫu; và kiểu chữ điện tử của loại chữ và khối chữ. Với một số đơn vị in sắp chữ, cũng có thể ghép chữ di động với loại chữ đúc bằng sắp chữ kim loại nóng. Kiểu in sắp chữ là hình thức in dập văn bản thông thường từ khi được Johannes Gutenberg phát minh vào giữa thế kỷ XV đến thế kỷ XIX, và vẫn được sử dụng rộng rãi cho sách và các mục đích sử dụng khác cho đến nửa sau của thế kỷ XX. 
Sự phát triển của kiểu in offset vào đầu thế kỷ XX đã dần thay thế vai trò của cách in sắp chữ trong việc in sách và báo. Gần đây hơn, in sắp chữ đã chứng kiến sự hồi sinh dưới hình thức thủ công tạo ra các bản in sắc nét và lâu phai. Johannes Gutenberg được ghi nhận là người phát triển kiểu in ấn theo trường phái phương Tây, vào khoảng năm 1440, công nghệ in chữ di động hiện đại từ các chữ cái đúc riêng lẻ, có thể tái sử dụng được đặt cùng nhau trong một khuôn mẫu hoặc khung ấn loát. Ông Gutenberg cũng phát minh ra máy in gỗ, trong đó bề mặt chữ được phết mực bằng quả bóng mực phủ da và giấy được đặt cẩn thận lên đó trên bằng tay, sau đó trượt dưới một bề mặt có đệm và tạo áp lực từ trên xuống bằng một con vít có ren lớn. Đó là máy in tay của Gutenberg đã được sử dụng để in 180 bản Kinh thánh. Với 1.282 trang, ông và đội ngũ 20 người của mình mất gần 3 năm để hoàn thành Kinh thánh Gutenberg vẫn còn nguyên vẹn cho đến ngày nay. Hình thức in ấn này dần thay thế các bản thảo chép tay của người chép sách và thợ minh họa để trở thành hình thức in ấn phổ biến nhất.